# Elecciones municipales de 2019 en La Orotava
Las elecciones municipales de 2019 se celebraron en la ciudad de La Orotava el domingo 26 de mayo, de acuerdo con el Real Decreto de convocatoria de elecciones locales en España dispuesto el 1 de abril de 2019 y publicado en el Boletín Oficial del Estado el 2 de abril. Se eligieron los 21 concejales del pleno del Ayuntamiento de La Orotava, a través de un sistema proporcional (método d'Hondt), con listas cerradas y un umbral electoral del 5%.

## Resultados
A pesar de ser uno de los municipios más poblados de Canarias, tan solo se presentaron 5 candidaturas. La única candidatura sin representación fue la de Ciudadanos, al no superar el umbral del 5% requerido para acceder al reparto de concejalías:
| Candidatura   | Candidatura                                  | Votos  | %                               | Escaños                         |
| ------------- | -------------------------------------------- | ------ | ------------------------------- | ------------------------------- |
|               | Coalición Canaria (CC)                       | 12 706 | 54,74                           | 13                              |
|               | Partido Socialista Obrero Español (PSOE-PSC) | 5 410  | 23,42                           | 5                               |
|               | Asamblea por La Orotava                      | 2 417  | 10,48                           | 2                               |
|               | Partido Popular (PP)                         | 1 511  | 6,44                            | 1                               |
| Ciudadanos    | Ciudadanos                                   | 915    | 3,89                            | 0                               |
| En blanco     | En blanco                                    | 240    | 1,02                            |                                 |
| Votos válidos | Votos válidos                                | 23 199 | 99,3                            | 21                              |
| Votos nulos   | Votos nulos                                  | 196    | Participación: \| \| 68,97 % \| | Participación: \| \| 68,97 % \| |
| Votantes      | Votantes                                     | 23 395 | Participación: \| \| 68,97 % \| | Participación: \| \| 68,97 % \| |
| Electores     | Electores                                    | 33 895 | Participación: \| \| 68,97 % \| | Participación: \| \| 68,97 % \| |
|               | 68,97 %                                      |        |                                 |                                 |

Francisco Linares logró superar los resultados de las elecciones anteriores, ampliando su mayoría absoluta en un concejal, por lo que fue investido alcalde de La Orotava el 14 de junio de 2020. Todo esto a pesar de haber estar involucrado en procesos judiciales como el "Caso Grúas" o "La Gran Mentira".
En cuanto a los partidos opositores, el PSOE obtuvo sus mejores resultados electorales en el municipio orotavense con 5 concejales, igualando con ello los que obtuvo en 1985 y los que obtuvo Iniciativa por La Orotava en 2003. Asamblea por La Orotava, un movimiento sociopolítico vecinal y municipalista obtuvo 2 escaños, perdiendo 1 respecto a los resultados en 2015. Por esta plataforma vecinal que agrupa a vecinas y vecinos de La Orotava sin importar si pertenecen o no a partidos políticos, Izquierda Unida La Orotava, Iniciativa por La Orotava, Si Se Puede Canarias, Podemos y Nueva Canarias renunciaron a presentar sus propias listas electorales. El Partido Popular logró un escaño, demostrando el poco peso político que ha tenido históricamente la formación en este municipio. Ciudadanos se quedó a un 1,11% de obtener un concejal.

## Concejales
Relación de concejales electos:
| N.º | Nombre                                | Lista | Lista                   |
| --- | ------------------------------------- | ----- | ----------------------- |
| 1   | Francisco Eulogio Linares García      |       | Coalición Canaria       |
| 2   | María Delia Escobar Luis              |       | Coalición Canaria       |
| 3   | Manuel González Álvarez               |       | PSOE                    |
| 4   | Felipe David Benítez Peréz            |       | Coalición Canaria       |
| 5   | Yurena Luis Díaz                      |       | Coalición Canaria       |
| 6   | María Jesús Alonso Hernández          |       | PSOE                    |
| 7   | Narciso Antonio Pérez Hernández       |       | Coalición Canaria       |
| 8   | María Belén Rodríguez González        |       | Coalición Canaria       |
| 9   | Raúl González Suárez                  |       | Asamblea por La Orotava |
| 10  | José Darío Afonso Martín              |       | Coalición Canaria       |
| 11  | Víctor Manuel Luis González           |       | PSOE                    |
| 12  | Deisy Ramos Cabrera                   |       | Coalición Canaria       |
| 13  | Patricia Candelaria Fernández Escobar |       | Partido Popular         |
| 14  | Alexis Pacheco Luis                   |       | Coalición Canaria       |
| 15  | María Elena García González           |       | PSOE                    |
| 16  | Antonio Lima Pérez                    |       | Coalición Canaria       |
| 17  | Aída Salazar Hernández                |       | Asamblea por La Orotava |
| 18  | Luis Perera González                  |       | Coalición Canaria       |
| 19  | José Luis Hernández Díaz              |       | Coalición Canaria       |
| 20  | José Manuel López González            |       | PSOE                    |
| 21  | María Candelaria García Pacheco       |       | Coalición Canaria       |